# 그리스도의 교회
그리스도의교회(The churches of Christ)는 "오직 성경"을 주창했던 종교개혁 신앙의 간접적인 영향과 18-19세기 미국에서 시작된 환원운동의 직접적인 영향으로 시작한 개신교 교회 중 하나이다. 급진적인 개혁주의 사상인 회중주의와 교리와 전통을 제외하고 신약성경만을 최우선으로 보는 사상인 환원운동 사상을 주창하는 교파로 사회적으로는 매우 보수적인 교단이다. 

## 개요
'그리스도의교회'란 명칭은 신약성경의 마태복음 16:18절과 로마서 16:16절에 근거한 것이며 성경의 권위를 절대적으로 인정하여, 신약교회의 예배, 조직, 가르침을 회복하는 환원운동을 하고 있다. 그리스도의교회는 "성경이 말하는 곳에서 우리도 말하고, 성경이 침묵하는 곳에서 우리도 침묵한다"는 모토를 가지고 있으며, 성경에 기록되지 않은 인위적 신조나 전통을 거부하며 침례만을 성경적인 세례의 방식으로 받아들이고, 개체 교회 이상의 어떠한 상위 조직의 권위도 부인한다. 매 주일마다 주의 만찬을 행하며, 교회의 일치를 중요시하지만 성경에 기초하지 않은 교회 연합 운동은 반대한다. 악기 반주를 사용하지 않는, 아카펠라 찬양으로 예배 하며, 교역자의 명칭은 '전도자'나 '설교자'를 사용하고 있다. 복수의 남성 장로들과 집사들 만을 성경적인 교회 조직으로 인정하고, 형제, 그리스도인이란 명칭의 사용을 권장하지만, 한국에서는 타 기독교 교파의 영향을 받아, 교회마다 다양한 실행적 차이가 있다.

## 분열
미국에서 환원 운동의 결과로 다시 회복하기 시작한 신약 교회는 악기 사용과 선교회(교단조직) 운영에 대한 이견으로 말미암아 19세기 말부터 '그리스도의교회(무악기, churches of Christ)'와 '그리스도인교회(유악기, Christian Churches)'의 교제 단절이 먼저  이루어져, 1906년 미국 종교 연감에는 '그리스도의교회'와 '그리스도인교회'가 별개의 기독교 단체로 보고되기 시작했다. 그 이후, 보수적인 그리스도인교회(Chrisitian Churches)와  진보적인 제자들교회(Disciples of Christ)'는 자유주의 신학 수용 여부와 교회 연합 운동 방식에 대한 이견으로 인하여 1960년대에 이르러 별개의 기독교 단체가 되었다.

## 한국 그리스도의 교회
한국에서는 환원 운동의 영향을 받은 모든 교회들이 "그리스도의교회"란 명칭을 사용하고 있고, 무악기 파, 유악기 파로 구별되기도 하지만, 주의 만찬과 침례에 대한 입장이 유사할 뿐, 상당한 교리적, 실행적 차이가 있는 것이 사실이다.
한국 그리스도의교회(무악기, The churches of Christ)의 역사는 1930년대 동석기 전도자와 강명석 전도자에 의하여 전래된 후 현재까지 140여개 교회가 전국에 세워져 있으며 관련된 교육기관으로는 서울시 강서구의 KC대학교, 등촌중학교가 있다.
그리스도인교회(유악기, The Christian churches)와 관련된 교육기관은 서울기독대학교와 대전의 한성신학교가 있다.
그 외에 1990년대에 미국 보스톤지역에서 시작된 제자 운동의 결과로 세워진 국제그리스도의교회의 지교회들도 대도시 중심으로 세워져 있다. "연합그리스도의교회", "후기성도그리스도의교회"는 이름은 유사하지만, 전혀 다른 뿌리와 성격을 가진 단체이다.

## 같이 보기
- 기독교
- 교회
- 성경 복귀 운동
- 그리스도의 교회 (무악기)
- 크리스천 교회 (제자회)

## 참고 자료
- “그리스도의 교회”. 《cportal.co.kr》. 2021년 8월 26일에 원본 문서에서 보존된 문서. 2021년 8월 26일에 확인함.